# ゴシックは魔法乙女〜さっさと契約しなさい!〜
『ゴシックは魔法乙女〜さっさと契約しなさい!〜』（ゴシックはまほうおとめ さっさとけいやくしなさい）は、株式会社ケイブが開発・運営をしているスマートフォン向けゲームアプリ。略称は「ごまおつ（ゴ魔乙）」。2015年4月1日からiOS版、同年4月22日からAndroid版の配信が開始された。キャッチコピーは「正統派！ドS!?『美少女』×『シューティング』！」。アプリ英語名では「DEATH GARUDA（デスガルーダ）」の名称が振られている。
海外展開として、台湾版が2018年4月12日より台湾・香港・マカオで配信され、同年9月20日に韓国版
が韓国で配信された。
本作は、『首領蜂』を始め、『怒首領蜂』シリーズや『デススマイルズ』など数多くのシューティングゲームを手掛けてきたIKDこと池田恒基の指揮の元に制作された、スマートフォン向け縦スクロールシューティングゲームである。
『デススマイルズ』と共通の異世界「ジルバラード」を舞台としており、『デススマイルズ』のメインキャラクター達もストーリーの一部で登場している。

## 基本システムおよびモード
HP制の縦スクロールSTGをベースとしており、集中・拡散ショット、ヘルパー（ショット枠）、3スキルの計5・6枠（特定の編成ルール次第でショットのみの最低1枠）でキャラクターを編成する構成。
画面をタップ・スワイプすることでショット攻撃をしながら、自機を操作することができる。ショットは切り替えボタンを押すことで変更することが可能。画面下の部分にはスキルボタンが最大3つ設置されており、それぞれ1回ずつ使用が可能。
敵を攻撃することでコンボを上昇させながら、得点アイテムを排出する。コンボ数が一定周期毎に一定時間「ラブマックス」というパワーアップ状態となり、その間スコアが伸びやすくなったり、ショットが強化される。敵に被弾すると使用中のキャラクターのHPが減少し、ゼロになるとそのキャラクターが使用不能になる。ショット枠の全てのキャラクターが使用不能になるとゲームオーバー。
モードは大別して、メインストーリー、イベント、チームで累計スコアを競うギルドバトル、スコアアタック各種（週間、イベント他）が存在する。4人同時のPVP形式で目標スコアを競いつつ妨害も行えるアリーナバトルも実装されている。なお、細かいルールモードも存在し、それによりスコア稼ぎのための手段が異なるものも存在する。

### 使い魔（キャラクター）の編成と各種パラメータ
各キャラクターはレアリティ（最大6）、属性、ショット（集中・拡散のいずれか）、スキル、特殊能力を有しており、素点となる魔力とHPが設定されている。そのほかに、新密度（一定段階毎にラブマックスの効果時間上昇、レアリティ別の最大規定値で使い魔ストーリー解放）、運レベルが設定されている。同じキャラクターでも二つ名が違うものがあり、それにより全体的な内容が異なる。
各キャラクターはレベルと2段階の進化が設定されており、経験値アイテムによりレベルを上昇させることで魔力とHPが上昇。最大レベルになると進化が可能となり、魔力とHPが底上げされる他、スキルも強化される（ショットも変動していたが、転生を除き廃止）。同じ二つ名のキャラクターを所持している場合、限界突破の素材として使用することで、魔力とHP、自由強化枠のチャームの枠数が増加する。さらに特定の条件を満たすとレアリティを上昇させる転生が行うことができ、最大レベル上限が引き上げられる。転生によってショットがさらに強化される場合がある。
キャラクターに設定されている「属性」は火・水・風と、光・闇の5種類。前者3つ及び後者2つはそれぞれ相関関係を持ち、有利・不利の属性でダメージや獲得得点の加減補正が入る。

### 難易度選択
ゲームプレイにおいて、4つおよび5つの難易度が設定されている。コンボについては、EasyからHard、Death、弩Deathそれぞれで上限が異なる。
基本的な難易度となるEasy、Normal、Hardは敵の攻撃の頻度や耐久力が変化。
Deathは、敵や破壊可能弾を撃破せずとも、攻撃をヒットさせるだけで得点アイテムが排出されるようになり、さらに敵や敵弾破壊時に一定確率で「硬めの紫岩型撃ち返し弾」が発生する。この紫岩弾も他の破壊可能弾と同様に、攻撃のヒットで得点アイテムが出るようになっている。
途中から追加された「弩Death」はDeathから一部ルールが変化し、敵撃破時のみコンボが上昇、撃ち返し弾が赤い針状の弾や赤い岩弾（スキルでの破壊では確定で出現）になり、赤い岩弾は破壊すると敵や障害物を巻き込める爆発が発生する。この爆発を利用するとコンボを大きく伸ばすことができる。

### マジカルリング（マジカルゾーン）とマテリアル
自機の周りに表示された光る領域で、特定の状態で拡大する。
マジカルリングはコンボによって拡大する領域で、操作キャラクターが真少年の場合は円形、エリオでは前方長方形となっている。基本的なリングの形で、リングの領域に敵を入れることで「マーキング」させることができ、この状態の敵を倒すとショットでの撃破点が倍化すると同時に、マテリアル（兼得点アイテム）を排出する。ステージ中に所持できるマテリアルに最大値があり、その状態ではマテリアルの代わりに獲得点が高い得点アイテムが排出される。難易度Death以上では、ショットで敵をあぶった際に排出される得点アイテムのランクが高いものになる。
マジカルゾーンは特定のステージでマジカルリングとどちらかを選択可能。タップし続けることで拡大する領域で、ステージに応じて◇型やダイヤモンド型など複数の形をとる。マジカルゾーンではリングに比べて、マーキング時の撃破点や排出される得点アイテムがより高いものとなる。
収集したマテリアルはメニュー内の「祈り」で、マジカルリングの最大拡大率を向上させたり、属性補正倍率を上げたりと様々な強化をすることができる。

## あらすじ
真少年編以降のストーリーでは、章構成での長編イベントでの展開後、常設されているメインストーリーに組み込まれる場合がある。
本節では各メインキャラクターチーム全員が関連するストーリーを記載する。

### 真少年編
本作の最初のメインストーリー。
辺境の町オーフェリアに独り暮らす少年は、突如現れた魔物に襲われる中で5人の少女たちと出会い、自らの魔力の希少な可能性を知る。少年と5人の乙女は、謎の黒い魔力によって暴走した各地の守り神を鎮める旅に出る。

### 悪魔編
平和が訪れたのも束の間、魔界からの刺客として5人の悪魔たちが再び各地を脅威に陥れようと現れる。
2016年4月27日より期間限定イベントとして順次開催。同年12月13日のアップデートでメインストーリーに追加された。

### 学園編
新たな主人公エリオがディオール魔法学園に入学し、友人たちと出会い一人前のエンジェルを目指していくストーリー。5乙女、5悪魔たちはかつて世界を救った先輩乙女として登場する。
メインストーリー新章として2017年9月12日より追加された。

### 黄金編・黒金編
イベントストーリーでは章構成と幕構成で細分化されている長編。

## 登場人物
本編やイベントで全く関わらない使い魔達が多数いるが、本項では割愛する。
真少年（ましょうねん）
声 - 田村マミ
本作の主人公。特定の名前の記載はなく、シナリオ上の表記は「主人公」。公式サイトでは「救いの鍵の少年」と表記されている。一部のキャラクターからは「魔少年」とも呼ばれている。契約を結んでいる乙女などからはマスターと呼ばれたりするが、他にも各人からの呼び方は様々。5乙女に誘われて以降、ジルバラード内の喫茶店でのマスターを兼任しながら事件の調査も担う。
幼い頃に両親によって教会に預けられ、そこの老神父の手で育てられた。養父である老神父が他界してからは一人きりで孤独に生活していた。魔力を有する者と契約することで、飛翔＆魔法を行使して魔物と戦うことができる。特に、魔力の中でも希少で特異な「無」の属性の性質を持ち、一度に複数の契約が可能な他、契約した者の魔力を調整したり飛躍的に高める力を持つ。その副次的な能力として生まれつき人の心を読む力をもっている。
自身の隠された出自は、序章本編終盤および叛光編で明かされる。
3周年記念では自身および自身が少女化したような姿が使い魔として登場した他、イラストコンテストにおいてはその二人が描かれた使い魔が実装された。
ロロイ
声 - 成田佳恵
主人公のもとに5乙女たちを連れて現れた謎のしゃべるウサギ。「〜ですぞ」が口癖。ストーリーは「真少年編」にしか登場しないが、システムの解説やガチャ演出などで登場してプレイヤーを導いている。
その正体は本作のあらゆる事件の始まりとなった「真少年編」で、守り神を黒き魔力で暴走させた黒幕である魔界の魔女アン（声 - 非公開）の使い魔である。主の死＝使い魔の死であるため、「真少年編」の終盤でアンの死を以て消滅した。
2017年に行われたイベントでは、ロロイの姿および人間体の使い魔として登場した。
アルテア
声 - 芹澤優
「黄金の絆」で登場する「黄金編」の事件の黒幕である黒き少女。ジルバラードを滅ぼすべく5乙女を黒き魔力で暴走させ、その力の根源ともいうべき守護神の果実を奪おうと目論む。
エリカ
声 - 森なな子
「縋憶編」の黒幕である女性で、「真少年編」で消滅した魔女アンの妹。「姉のやった事は全て正しい」と妄信的になっており、そのためならジルバラードを滅ぼす事もためらう事がない。

### 5乙女
ロロイによって導かれて真少年の元に駆け付けた5人の少女たち。暴走したジルバラード各地の守り神から分離した善なる自我が人間の少女に宿り活動している姿である。守護者となる前の各人には友人がおり、その後に再会する。守護者となる直前の出来事は短編小説で描かれている。
血戒編では、強大な魔物に対するため、特殊な儀式を施して「血戒乙女」となる。性格自体も豹変していたが、半神との協力のもとどうにか元の姿を取り戻した。しかし、その残滓が一時期事件を巻き起こす。
縋憶編では、魔女アンの真相を追う内に真少年との契約の解除を決意する。それは、真少年の存在の消滅という結末に至るのだった。
ラナン
声 - 瀬戸奈保子
火の力をもつ乙女。元はヴォルカニアの炎の守り神。自らが父親共々焼き殺してしまった少女の亡骸に乗り移っており、ラナンという名前もその少女からの借り物。使用武器は大剣。
性格的には尖っていない活気のある性格だが、守護者としての自身の出自から少し憂いを感じる場合がある。料理への意気込みは高いが、できた料理が異様な発色を出すぐらいには不得手。
カトレア
声 - 岡田みほ
水の力をもつ乙女。元はセイレニウムの水の守り神。自分が起こした大洪水によって滅ぼしてしまった水辺の民の生き残りである少女に乗り移っている。身体の持ち主である少女は生きているものの、故郷が滅びたショックでその精神は眠りについてる。使用武器は鞭。
落ち着いた性格で、補佐的な立ち位置で動くことも多い。一方で、真少年を含め、小さいものへの愛情が深い面も持つ。
スフレ
声 - 沖田かなで
風の力をもつ乙女。元はウィンドリアで暮らしていた普通の女の子。風の守り神が起こした災害によって散り散りになった両親を探す為に真少年の旅に同行する。他の五乙女が人間の少女の身体を借りている別物なのに対して、スフレは身体の持ち主本人であり、自らの意思で守り神を受け入れている。使用武器は大槌。
真少年にはお兄ちゃんとして触れ合う側面もある無邪気な性格だが、部分的に大人な面も併せ持つ。
プルメリア
声 - 竹内裕美
光の力をもつ乙女。元はイシュタリアの光の守り神。大旱魃によって自らの守る土地であるイシュタリアを干乾びさせてしまったが、お互いを庇うように力尽きていた姉弟を見て正気を取り戻し、暴走する守り神の身体を止めるために姉の亡骸に乗り移った。使用武器は弓。
全体的におっとりした面が漂うが、芯は強く、倒した魔物へも慈悲深い心の持ち主。同時に、運動が得意な意外な面も持つ。タコなどの触手を持った海産生物が苦手。
ロザリー
声 - 水野なみ
闇の力をもつ乙女。元はヘカトニスの闇の守り神。誰にも知られることなく孤独死していた少女の身体に乗り移っている。使用武器は短剣。
性格はいわゆるツンデレ。体格こそ小柄だが強気であり、元が貴族出自として振る舞いこそ厳しいが、他者への面倒見は良く、他の人物からは厳しさの裏の優しさも感じられている。

### 5悪魔
悪魔編から登場。束の間の平和が訪れたジルバラードに魔界からの刺客として送り込まれた大悪魔の娘たち。紆余曲折を経て魔界を裏切り、真少年の味方に付くことになった。
異界にて非業の死を遂げた人間の少女が、大悪魔の力を与えられて転生させられた存在である。それにより姉妹の位置付けを持つ。
生前の出来事は短編小説で描かれており、一部はアプリ内のイベントにてボイス付きで実装されている。
なお、公式内での4コマ漫画「魔界ほんまかいな劇場」の主役を務めている。
ジギタリス
声 - 萩原あみ
火を操る悪魔。ヴォルカニアの街で暴れまわり凶悪な力で圧倒したが、退魔装備を手にしたラナンに倒され仲間になる。魔物も焼いたり融かして食べようとするほどの大食いで、真少年をいつか食べようと狙っている。使用武器はフォーク。
リリー
声 - ブリドカットセーラ恵美
氷を操る悪魔。セイレニウムの街を氷漬けにしてカトレアの鞭を凍らせるなど悪魔の強さを見せつけたが、カトレアに敗北してからは彼女のことをお姉様と慕うようになる。転生前の性質により眼鏡を着用しているほか、同様の理由から寒いギャグを言っては一人で笑っている変な癖を持つ。使用武器はランス。
ルチカ
声 - 岩井映美里
真空を操る、風の悪魔。臆病な性格で他人に近付かれたり触れられたりすることを極端に恐れ、びっくりすると突風を起こして周囲のものを薙ぎ倒してしまう。使用武器は大鎌。羊の様な角を持ち、イベントでは羊の着ぐるみ様な姿になってしまうこともある。
カルミア
声 -  平野有紗
人心を操る力を持つ悪魔。ダチュラとは生前人間だった頃からの縁があり、人懐っこい反面、生前の立ち振る舞いからリアリストの裏の面を持つ。
イシュタリアで暴動を引き起こしていたが、鼠を見ると猫に変身してしまう秘密を真少年に知られ、そのことを秘密にすることと引き換えに仲間となる。使用武器はメイス。
ダチュラ
声 - 生田善子
悪夢と呪いを操る、闇黒の悪魔で、5悪魔の長女の立場。裏切り者の他の姉妹たちにお父様なる人物から制裁されることを匂わせて引き戻そうとするなど冷酷に振る舞おうとしていたが、縁深いカルミアにまで出て行かれたことショックを受け真少年に下った。大の猫アレルギーで「猫」のワードを聞いただけで発作を起こしてしまう。
長女故に理性に富んでいるが、七夕のロマンティックな出来事に涙するぐらいのロマンティストな面を持つ。使用武器は爪状の暗器。

### 学園乙女と学園関係者
学園編から登場。ディオール魔法学園に通うエンジェルの候補生と関係者。生徒達はいずれも自力での飛行に難があるため、魔導具を使用して飛行する。
後に使い魔として参加する各方面に特化した教師も存在しており、国王孫娘のティアラも理事長として参加。
真少年とは、運営している喫茶店の常連として通っているほどには親密。5乙女および5悪魔も先輩として尊敬の目を向けている。
エリオ
声 - 高木美佑
学園編と冥動編の主人公。小さい頃に助けられた事からエンジェルに憧れ、魔力が無いのに自身もエンジェルになる事を望む。エンジェルのことになると周りが見えなくなる。
学園に着て早々起きた出来事により、自身も真少年の様な希少な属性の持ち主であることを知り、普通科から魔法科へ転化。5人のエンジェル候補生たちと一緒に生活を送るようになる。
学園編終盤からそれ以降、5人の各候補生とともに想いを重ねることで融合形態「マジカルフォーム」として自身も戦うことができる。その際は、古くからおまじないとして行っていた、互いの額を合わせる「でこピタ」を伴う（上記学園騒動でチコに行った際、強力な魔力の波が発生したことで転化のきっかけとなった）。
カレン（カレンデュラ・ヴルカオン・トリステーザ）
声 - 田中音緒
炎の魔力を持つヴルカオン家の跡取りで、エリート育ちの少女。常に真面目で、自分にも他人にも厳しい努力家である。使用武器は細身の長剣。
チコ（チコリ・ウンジーナ・パラミン）
声 - 星守紗凪
ちょっと甘えん坊の、元気で優しい女の子。水の魔力を受け継ぐウンジーナ家の末裔。幼馴染みのエリオとの再会を、心から喜んでいる。使用武器は錨。
ある出来事で、本人すら自覚していないほどの膨大な黒い魔力を有している事が発覚し、その力をマリコ達が利用しようと目論む。
カモミール（カモミール・シルフィン・アジヴェルシ）
声 - 河実里夏
優しく家庭的で、穏やかな性格の少女。風の魔力を持つシルフィン家のお嬢様でもある。モデルもこなしており、少女たちの憧れの存在。使用武器は扇。
匂いに関しては特異とも言える感受性を持ち、それだけでその人物の人柄や雰囲気も把握できる。
アンゼリカ（アンゼリカ・ルース・インチュイサン）
声 - 甲賀美月
光の魔力を秘めたルース家に生まれた少女。行動的で楽天家、考えるより先に動くため、かなりそそっかしい。自称、ルース流光速忍者。使用武器はクナイ。
ルベリス（ルベリス・シリュエッタ・パイシャン）
声 - 皆川あずさ
代々闇の魔力を持つ、シリュエッタ家の少女。変わり者で、趣味は闇の魔法の実験と研究。使用武器は魔導書。
ゴーちゃん（声 - 成田佳恵）という闇の精霊が取り付く形で同居しており、たまにゴーちゃんが自身に憑依して動くこともある。4周年記念ではルベリスの薬を勝手に飲んで一時的に少女の姿になったこともある。
メルセデス
声 - 香川理沙
ディオール魔法学園の教師にして戦闘実技官。彼女自身もロストチルドレンという出自を持ち、ディオールとは好敵手の立場。

### 荒ぶる守り神の半身
5乙女の本来の姿にして、現在は5乙女と化した守り神の善なる自我とは別の存在。黒き魔力に支配され異形化したが、真少年によって浄化され人の姿として再顕現される。以降、「半神」とも呼称され、性格は5乙女のいずれも違ったものとなる。
ヴォルクレス
声 - 瀬戸奈保子
ヴォルカニアの地を守護していた炎の荒ぶる守り神の半身。武人な性格で、真少年とも真っ向勝負で交えたいと思っている。
セイラザード
声 - 岡田みほ
セイレニウムの地を守護していた水の荒ぶる守り神の半身。飄々とした気楽な性格を持つ。
ウィンダム
声 - 沖田かなで
ウィンドリアの地を守護していた風の荒ぶる守り神の半身。スフレよりも成長した姿で再顕現する。穏やかでしっかりした性格だが、怒ると怖い面も持つ。
イシュトバーン
声 - 竹内裕美
イシュタリアの地を守護していた光の荒ぶる守り神の半身。プルメリアよりも幼い姿で再顕現する。正義感が強く、我、を自称して全てをまとめようとする性格。ただし少しお調子者。
ヘカトリオン
声 - 水野なみ
ヘカトニスの地を守護していた闇の荒ぶる守り神の半身。小柄なロザリーとは違い、長身の姿で再顕現。必要のない行動は取らない怠惰な性格だが、自尊心は高く自身の領域に踏み込むことは許さない。

### 魔導書教団
メインストーリー「輝亡の行く先」「光に叛く星々」にて登場した勢力。
ロータス以外の構成員に共通している事は、魔女アンによって引き起こされた守り神の暴走による災厄によって家族など大切な存在を失っている。マリコが自身の野望を成就するため、荒ぶる守り神の半身を魔導書に封じ、預言書の声（その正体はジルバが自身の目的を果たすために教団を扇動するために行った演技）に妄信しながら突き進む。
自分達の行動がジルバに利用され、真少年と5乙女に阻止され解散に追い込まれるが、その後偽名を使い各魔法学園に潜入し、ディオール魔法学園を滅ぼそうと暗躍する。
マリコ / タージェラ
声 - 柚木涼香
魔導書教団の指導者。元魔法省のエリート。
ロータス / ネル
声 - 奥野香耶
マリコによって擁立された魔導書教団の教祖。強大な魔力により、自身の義肢を操れる。後に、エリオたちの通うディオール魔法学園に編入する。
屠竜の爆死音（とりゅうのばくおん） / バクオン
声 - 稗田寧々
魔導書教団の幹部・屠竜の五典の一人。炎を司り、ウィンダムを封じた魔導書を持つ。
屠竜の右死虹（とりゅうのうこう） / ウコウ
声 - 水野まりえ
魔導書教団の幹部・屠竜の五典の一人。左死虹の双子の姉。水を司り、ヴォルクレスを封じた魔導書を持つ。
屠竜の左死虹（とりゅうのさこう）
声 - 水野まりえ
魔導書教団の幹部・屠竜の五典の一人。右死虹の双子の妹。風を司り、セイラザードを封じた魔導書を持つ。
屠竜の美死毒（とりゅうのびどく）
声 - 向井莉生
魔導書教団の幹部・屠竜の五典の一人。光を司り、ヘカトリオンを封じた魔導書を持つ。
屠竜の瘴死気（とりゅうのしょうき）
声 - 柴田芽衣
魔導書教団の幹部・屠竜の五典の一人。闇を司り、イシュトバーンを封じた魔導書を持つ。

### 5大悪魔
「黒罪編」に登場。5悪魔を悪魔として転生させた存在で彼女達の母親にあたる。全員がジルバに心酔しており、ジルバによって「邪心編」でベルジュエルから始め、真名を取り戻した事で、ジルバラードの侵略・魔界化を目論む。
「堕落編」では、5悪魔に自身の魔力を継承させ、魔門公へと覚醒させる。
インファリア
声 - 萩原あみ
炎の大悪魔。
リヴァナント
声 - ブリドカットセーラ恵美
氷の大悪魔。
ザリーチェ
声 - 岩井映美里
風の大悪魔。
ハルヒナ
声 - 平野有紗
光の大悪魔。
ベルジュエル
声 - 生田善子
闇の大悪魔。

### ごまめん
本編とは平行世界となるジルバラードが舞台の登場人物。その関係上、ごまめんの登場人物は本編の登場人物とは一切関わる事がない。
真少女
ごまめん編の主人公。本編の真少年に該当する人物。
ハウト
声 - 赤羽根健治
蒸機都市ヴォルカニアに住む本編のラナンに該当する人物。
デネブ
声 - 羽多野渉
艦艇都市セイレニウムに住む本編のカトレアに該当する人物。
リギル
声 - 増田俊樹
飛翔都市ウィンドリアに住む本編のスフレに該当する人物。
カノ
声 - 福山潤
神聖都市イシュタリアに住む本編のプルメリアに該当する人物。
ベクルックス
声 - 山本和臣
呪闇都市ヘカトニスに住む本編のロザリーに該当する人物。

## コラボレーション
本作は、『デススマイルズ』といった自社作品から『BABY, THE STARS SHINE BRIGHT』のようなファッションブランドまで、様々な作品や組織とコラボレーションをしている。
ケイブ 取締役副社長・COOの池田恒基は4Gamer.netとのインタビューの中で、ローンチ当初は有名な作品や本作の世界観と合いそうなものを中心にコラボしていったところ、本作との親和性が相手によって異なることに気づき、相性と定着を見極めるようになったと話している。

### 自社コラボ
各ゲームタイトルで非人間型のボスが擬人化するものは「弾幕神」としてシリーズ化されている。
デススマイルズ／デススマイルズII
本作と同世界観。一部キャラクターがメインストーリーにも関わり、使い魔としても登場。ゴ魔乙の基本的な敵キャラクターも本作を踏襲したのものが多い。
一部キャラクターは、ゴ魔乙の各ストーリーやキャラクターへの関連が深くなっている。
『デススマイルズI・II』では、DLCとして5乙女がプレイアブルキャラクターとして登場する。内容としてはデススマイルズで起きたことをまとめた事件調査書の世界へ迷い込む形となる。
後にケイブ設立30周年記念として、ティラノサタンが擬人化する形で使い魔として登場。
むちむちポーク!
自機に搭乗する主要キャラクターが使い魔として登場。
怒首領蜂
各自機、最終鬼畜兵器が擬人化して使い魔として登場。
怒首領蜂大往生
『怒首領蜂最大往生』のエレメントドール達が『大往生』に登場したエレメントドールの衣装に着替えて登場。
後のイベントでショーティアが使い魔として登場。
怒首領蜂 大復活
エレメントドーター（]-[|/34<#!含む）、擬人化したライコウとゴールデンディザスター、ゴットヴィーンが使い魔として登場。
後のイベントでゴットヴィーンが少年に若返ったり、幼女化した姿の使い魔も登場。
怒首領蜂最大往生
エレメントドール、陽蜂が使い魔として登場。イベントコラボストーリーでは陽蜂のいきさつを掘り下げる形となる。衣装コラボも実施。
コラボイベント2弾では、家庭用版で登場した桜夜も登場している。
虫姫さま ふたり／虫姫さまBUG PANIC
レコ、パルム、ラーサが使い魔として登場。
後のイベントでパルムが女性に性転換、ラーサが幼女化して使い魔として登場。
エスプガルーダ／エスプガルーダII
タテハ、アサギ、セセリ（およびもう一人のセセリ）、アゲハ（覚醒後）、マダラ、ツバメ、ジャノメ、クジャクが使い魔として登場。
ケツイ〜絆地獄たち〜
スティール=ユレク以外の自機のパイロット、倍率チップ「5」、擬人化したエヴァッカニアドゥームが使い魔として登場。
後のイベントでブラックバーンとユウマが女性に性転換して使い魔として登場。
赤い刀
ギルドバトルコラボで菖蒲＆蘭、ケイブIP合同コラボで牡丹、桔梗が使い魔として登場。
2024年7月には『赤い刀・真』コラボが実施され、残りの主人公2チーム（内、菫と鈴蘭が単独使い魔化）、秋明菊、薺が使い魔として登場。
三極ジャスティス
三陣営の筆頭それぞれが使い魔として登場。また、衣装コラボも実施。
鋳薔薇／ピンクスゥイーツ 〜鋳薔薇それから〜
スコアアタックイベント背景、ギルドイベントコラボを経て、イベントクエストで本格コラボを実施。
ローズ・ガーデンの面々、ボンド、ダイン、スーパーノヴァ、ビッグバーンが使い魔として登場。衣装コラボも実施。
弾銃フィーバロン
アフロ＆マッコイが使い魔として登場。

### 他社コンテンツとのコラボ
BABY, THE STARS SHINE BRIGHT／ALICE and the PIRATES
ロリータ服ブランドとのコラボ。第一弾ではバレンタイン、第二弾ではハロウィンに合わせて同ブランドの衣装をメインキャラクターたちが着用したイラストが登場。第三弾ではヒロインの一人であるラナンをイメージした衣装が実際に制作、販売された。
ミルキィホームズ
ハッカドール 第一弾／第二弾
バンダイナムコエンターテインメント「カタログIPオープン化プロジェクト」
第一弾では「パックマン（CV：洲崎綾）」、「ディグダグ（CV：早見沙織）」、「ゼビウス（CV：釘宮理恵）」、「マッピー（CV：斎藤千和）」、「ギャラガ（CV：本渡楓）」が美少女化して登場。第二弾では「ワルキューレ（CV.井上喜久子）」、「ギル（CV.井上ほの花）」、「ガイア（CV.野川さくら）」が登場した。
魔法少女育成計画 第一弾／第二弾
小林幸子
ローゼンメイデン 第一弾／第二弾
終末なにしてますか? 忙しいですか? 救ってもらっていいですか?
初音ミク
Re:ゼロから始める異世界生活
干物妹!うまるちゃん
カードキャプターさくら
魔法騎士レイアース
レイアースとしては初の他社IPコラボであり、新規ボイスが収録された。
アズールレーン
怪獣娘(黒) ウルトラ怪獣擬人化計画
魔王マグロナ
デ・ジ・キャラット
閃乱カグラ
サクラ大戦
NieR:Automata
オンゲキ
赤月ゆに
アイドル雀士スーチーパイ
他社IPとしては珍しく、麻雀をイメージした新規ショットが実装された。
東方幻想エクリプス
ケイブが開発・運営する東方Project公認二次創作ゲーム。

## 制作

### 背景
これまでケイブは、『怒首領蜂』シリーズや『虫姫さま』といったアーケードゲーム作品を買い切り型アプリとして移植してきた。
ところが、スマートフォンの利用人口が大幅に増えたことに加え、モバイルゲームの主力がスマートフォンに移り、『パズル&ドラゴンズ』など、アーケードでも家庭用ゲーム機でもない分野から斬新な発想のゲームも急増した。
これを受け、ケイブはアーケード移植ではなく、基本プレイ無料のスマートフォン向けシューティングゲームの開発に乗り出した。
開発に当たっては、「毎日繰り返し遊んでも楽しいシューティングゲーム」という命題のもと、試行錯誤を繰り返し、『ドン☆パッチン』として完成した。この時点では、アーケードゲームのように作りこんだステージを用意するのは厳しかったため、プロップ（小道具）の組み合わせで遊び方を変化させたり、パラメータといったRPG寄りの育成モデルを導入するといった工夫が施されたものの、2年ほどでサービス終了となった。
その後、社内で基本プレイ無料のスマートフォン向けシューティングゲームの話が持ち上がり、本作へと発展した。

### 開発
『ドン☆パッチン』の反省から、ステージを作りこみ、パラーメータに頼りすぎないという方針が取られ、パラメータはスコア倍率のみに影響する「魔力」に限定された。
また、難易度についてもスマートフォンのプレイスタイルに合わせたものが用意された。
加えて、基本プレイ無料のゲームではちょっとしたつまずきで遊ぶのをやめてしまうことがあるため、熱中度の高揚や学習効果の付与などの目的から、敵に近づいて撃破するとスコアが上がる「マジカルリング」が導入された。
本作の要素のうち、「おでかけ」は元々別の企画で用意されていたものであり、本作の開発に伴ってその企画が解体されたことから、本作へと取り入れられた。
本作の女性プレイヤーの大半はサービス開始の時点から利用しており、彼女たちの要望により、男性使い魔「魔法男子（ごまめん）」ならびに女性主人公が導入された。
2019年の4Gamer.netとのサービス開始4周年インタビューの中で、インタビューアーの箭本進一から、女性主人公について「夢女子」に相当するのではないかと指摘された際、ケイブ 取締役副社長の池田恒基はその定義に当てはまるとしつつも、基本的には男性キャラクターの魅力を描いていると答えている。また、新しいユーザーに訴求するため、キャラクターの性能はスコアよりもステージクリアを優先しているともしている。

## 舞台
『シューティング歌劇「ゴシックは魔法乙女」』と題して舞台化が行われ、新宿村LIVEにて2020年2月12日から2月17日にかけて上演された。略称は「ごますて」。
舞台化第二弾となる『シューティング歌劇 「ゴシックは魔法乙女 -5悪魔襲来-」』が六行会ホールにて2021年3月3日から3月7日に上演予定。

### キャスト

#### シューティング歌劇「ゴシックは魔法乙女」
- ラナン - 秋田知里（仮面ライダーGIRLS)
- カトレア - 新谷姫加
- スフレ - 松岡ななせ
- プルメリア - 白石まゆみ
- ロザリー - 仙石みなみ
- エリオ - 高木美佑
- カレン - 植野祐美
- チコ - 星守紗凪
- カモミール - 水月桃子
- アンゼリカ - 水城夢子
- ルベリス - 錦織めぐみ
- アリア - 星野沙織 /平本小都実
- 真少年 - 千歳ゆう

#### シューティング歌劇 「ゴシックは魔法乙女 -5悪魔襲来-」
- ラナン - 秋田知里（仮面ライダーGIRLS)
- カトレア - 羽柴なつみ
- スフレ - 丸りおな
- プルメリア - 白石まゆみ
- ロザリー - 仙石みなみ
- ジギタリス - 星波
- ルチカ - 花咲ひより
- リリー - ブリドカットセーラ恵美
- カルミア - 本条万里子
- ダチュラ - 西村美咲
- ウィンディア - 三浜ありさ
- キャスパー - 来瞳舞夢
- 真少年 - 千歳ゆう

### スタッフ（舞台）
- 脚本 - 入江おろぱ
- 演出 - 吉田武寛
- 企画・制作 - ILLUMINUS